# Syacium longidorsale
Syacium longidorsale är en fiskart som beskrevs av Murakami och Amaoka 1992. Syacium longidorsale ingår i släktet Syacium och familjen Paralichthyidae. IUCN kategoriserar arten globalt som livskraftig. Inga underarter finns listade i Catalogue of Life.